# Bernhard Förster
Bernhard Förster (Delitzsch, Saxònia, 31 de març de 1843 - San Bernardino, Paraguai, 3 de juny de 1889) va ser un mestre d'escola, agitador polític i escriptor alemany del segle xix, notablement antisemita, que catalogava als jueus com a «paràsits en el cos del poble alemany».
Es va casar amb Elisabeth Förster-Nietzsche, la germana del filòsof Friedrich Wilhelm Nietzsche. Aquest probablement es va negar a assistir al casament de la seva germana degut a l'antisemitisme de Förster, a qui detestava ideològicament, com testimonien d'altra banda les nombroses cartes personals a la seva germana, amb qui trencaria radicalment la seva relació a causa d'aquest fet.
Després del fracàs de la seva colònia utòpica al Paraguai, «Nova Germania», Förster es va suïcidar per mitjà d'enverinament, amb una combinació de morfina i estricnina en la seva cambra de l'Hotel del Llac a San Bernardino, Paraguai, el 3 de juny de 1889.